# フラッグシンフォニー
フラッグシンフォニーとは、Jリーグセレッソ大阪で行われている応援スタイルである。同時に、2011年から立案企画運営してきたパフォーマンスグループのチーム名でもある。

## 概要
フラッグシンフォニーとは、Jリーグセレッソ大阪でスタジアムマスターを務めていた本間勇輔が2011年に提唱した応援スタイルである。フラッグシンフォニーという言葉も本間の発案によるものである。
本間が海外サッカーを視察した際に、ピッチで多数のフラッグ（応援旗）を振っている風景を見たことで刺激を受け、是非、Jリーグでも出来ないか、という案を出されたことがきっかけで、本間勇輔・セレッソ大阪サポーター有志により構想及び体制などを基礎から作り上げたものである。
また、フラッグシンフォニーは、選手入場時のセレモニー行為であると同時に、それを企画運営してきたパフォーマンスグループのチーム名でもある。

## 特徴
Jリーグサポーター有志が使用している「大旗」・「パイプフラッグ」、市販で発売されている「オフィシャルLフラッグ」、会場入場時に配布される「プレゼントフラッグ」など、多種多様なフラッグを使い、スタジアムのピッチにてパフォーマンスを実践することにある。

### 体制
フラッグシンフォニーの体制の特徴は「セレッソ大阪のサポーター」が運営を担っていること。
2019年8月時点の体制は、大旗隊20名、Lフラッグ隊30名、試合ごとに「SAKURA SOCIO」特典で募集する50名、で構成されている。
チームの運営会社であるセレッソ大阪（旧大阪サッカークラブ株式会社、現株式会社セレッソ大阪）は、パフォーマンスのためのLフラッグの準備と「SAKURA SOCIO」の募集のみを担当し、実際のパフォーマンスとレクチャーや引率は、全てセレッソ大阪のサポーターがボランティアで実施している。

## 歴史

### 2011年
- 本間勇輔により「フラッグシンフォニー」という言葉と意義を提言。サポーター有志と共に、実施に向けての検討を進める。
- 4月17日 キンチョウスタジアムのピッチ上にてテスト。本間勇輔と大旗3本、パイフラ3本で、センターサークル付近で初めてのパフォーマンス練習を実施。ピッチとのコントラスト等を比較するも、本数が少ないため、再度のテストを実施することとなる。
- 7月2日 セレッソ大阪vs柏レイソル戦後、本間勇輔と大旗10本、パイフラ5本で、ピッチにて初めてのパフォーマンス練習を実施。本間も納得の内容で、すぐにでも実現できるように、クラブへのプッシュを約束。
- 次節のホームゲームで実施する方向で話は進んでいたが、当時、AFCチャンピオンズリーグ2011にセレッソ大阪が参戦していたため、大阪長居スタジアムのピッチを酷使していたことにより、ピッチ上でのフラッグシンフォニーを中止して欲しい旨の連絡をセレッソ大阪から受ける。そのため、ピッチ上でのフラッグシンフォニー実施は困難となった。
- ピッチ上での実施が難しくなったことにより、主戦場を大阪長居スタジアムの陸上トラックに移し、大旗とパイフラのみでパフォーマンスを実施する方向で確定。
- 9月10日 セレッソ大阪vsサンフレッチェ広島戦にて、Jリーグ初のフラッグシンフォニーを実施。大旗とパイプフラッグにより長居スタジアムの陸上トラックを使った形で実施。フラッグを使ったパフォーマンスは、ある程度の評価を得ることが出来た。
- 以降、2011年は陸上トラックでのフラッグシンフォニーを数回実践し、経験を積むことが出来た。しかし、当初想定のピッチ上でのフラッグシンフォニーについては、本番での実現はなされず、シーズン終了となった。

### 2012年
- 2月14日 ピッチでのフラッグシンフォニーを実施するために、長居スタジアムとキンチョウスタジアムの両パターンにおける想定案を持ち寄り、セレッソ大阪とミーティング。しかし、チームからの依頼は「昨年と同様にトラックでのシンフォニーに実施」だった。要因は色々あったが、詳細は非開示。この結果、長居スタジアムでは「ゴール裏トラック」、キンチョウスタジアムでは「バックスタンド＋芝かぶり席」で実施するという結果となった。
- 3月17日 セレッソ大阪vsガンバ大阪。2012年シーズンのホーム開幕戦。ヤンマースタジアム長居のトラックにてフラッグシンフォニーを実施。大旗とパイフラのみで実施。
- 3月31日 キンチョウスタジアムにて初めてのフラッグシンフォニーとなるため、試合開始前にリハーサルを実施。
- 3月31日 セレッソ大阪vsベガルタ仙台。2012年シーズンのキンチョウスタジアム初戦にてフラッグシンフォニーを実施。芝被り席でLフラッグ約10本、バックスタンド客席約20本、最上段で大旗＋パイフラを約5本、といった形で実施。当時の参加者は、大旗とパイフラの所有者とその所有者と繋がりを持ったメンバーのみで構成されていた。その理由は、スタジアム内のセキュリティ確保のためで、チームと調整した結果、参加可能メンバーの範囲を絞っていたことになる。これは、まだフラッグシンフォニーがイベントとして、組織として、実績を残せていないことによるものと考えられる。
- 5月31日 オフィシャルTwitterアカウント(@cerezo_fs)を開設。
- 7月26日 諸般の事情により、本間勇輔のスタジアムマスター退任がセレッソ大阪から発表される。フラッグシンフォニーについては、本間からセレッソ大阪サポーターへ意志を引き継ぐ旨を伝えられ、ここからサポーター主体となった運営体制となる。

### 2018年
- 9月14日 セレッソ大阪vsジュビロ磐田。キンチョウスタジアムラストマッチにて、ピッチでのフラッグシンフォニーを初めて実践。大旗とLフラッグでのパフォーマンスは、サポーターや観客のみならず、選手・スタッフからも高評価を得ることが出来た。
- 9月30日 セレッソ大阪vs名古屋グランパスはヤンマースタジアム長居で開催される予定だったが、台風のため中止。
- 11月6日 セレッソ大阪vs名古屋グランパス。台風で延期となったゲームが、キンチョウスタジアムに変更となり「キンチョウスタジアムラストマッチリターン」として開催された。その試合でも、ピッチによるフラッグシンフォニーのパフォーマンスを実施。9月と同様の評価を得る。なお、この試合がセレッソ大阪としてのキンチョウスタジアム最後の試合となり、その後、スタジアムは2年間の改修工事に入る。その間、ホームゲームは、隣のヤンマースタジアム長居で開催されることとなった。

### 2019年
- 2019年シーズン開幕前に、株式会社セレッソ大阪とフラッグシンフォニーとの話し合いにより、『基本的に毎試合ピッチでの実施が可能。また、セレッソ大阪ファンクラブであるSAKURA SOCIOの会員抽選募集による一般の方への参加権解放。』をルールとし、開幕へ向けて準備を進める。[2]
- 2月22日 2019年度J1リーグ開幕戦となったセレッソ大阪vsヴィッセル神戸にて、ヤンマースタジアム長居のピッチ上でフラッグシンフォニーを実施。ワイヤーカメラが導入されていたこともあり、その映像はDAZNのJリーグのCMでも利用されるほどのパフォーマンスとなった。試合は1-0でセレッソ大阪が勝利した。
- 3月10日 2019年度J3リーグの開幕戦。セレッソ大阪vsアスルクラロ沼津戦において、フラッグシンフォニー初のJ3リーグで、ピッチでのパフォーマンスを実施。
- 3月21日 2019年度プレナスなでしこリーグ2部の開幕戦。フラッグシンフォニー初のなでしこリーグで、Ｊ-GREEN堺のピッチでのパフォーマンスを実施。開幕戦ということもあり、選手全員に極秘裏に準備をし、サプライズ要素を含めたフラッグシンフォニーとなった。その模様は、セレッソ大阪オフィシャルウェブサイト「まいど！セレッソ」にも掲載された。[3]
- 4月6日 2019年度なでしこリーグカップ2部の開幕戦。フラッグシンフォニー初のなでしこリーグカップでも、パフォーマンスを実施。この日はヤンマースタジアム長居のトラックを使って花道で迎えるパターンを実施。その後、トラックに横一列に移動するパフォーマンスを実施。その模様は、セレッソ大阪オフィシャルウェブサイト「まいど！セレッソ」にも掲載された。[4] なお、この日開幕戦を迎えたなでしこリーグカップ2部は、その後、順調に勝ち進み、8月3日の決勝戦で優勝を成し遂げた。[5]
- 7月26日 セレッソ大阪主催の「演出ミーティング」内において、Lフラッグの本数増の意見があったことを反映し、これまで30本だった本数を50本に増加する旨が決定される。
- 7月29日 オフィシャルfacebookアカウント[6]を開設
- 8月1日 オフィシャルホームページ[7]を開設
- 8月1日 オフィシャルLINEアカウント（@054laqzf）を開設
- 8月3日 オフィシャルInstagramアカウント（@flagsymphony_crz）を開設
- 8月11日 セレッソ大阪vsサガン鳥栖戦。この試合から、SAKURA SOCIO参加者を30名から50名に増加。当日は、Lフラッグ72名・大旗12名、合計84名という過去最大人数でのパフォーマンスとなった。[8]